# Pelikan różowy
Pelikan różowy, pelikan baba (Pelecanus onocrotalus) – gatunek dużego ptaka wodnego z rodziny pelikanów (Pelecanidae), zamieszkujący wyspowo południowo-wschodnią Europę, zachodnią, środkową i południową Azję oraz Afrykę Subsaharyjską. Sporadycznie zalatuje do Polski. Nie jest zagrożony.

## Systematyka
Jest to gatunek monotypowy. Niektóre populacje afrykańskie i azjatyckie wydzielano dawniej do podgatunku P. o. roseus, jednak ze względu na dużą zmienność osobniczą nie jest on obecnie uznawany.

## Zasięg występowania
Pelikan różowy występuje wyspowo w Afryce Subsaharyjskiej, na Bliskim Wschodzie, subkontynencie indyjskim, nad Morzem Kaspijskim, Aralskim, nad jeziorem Bałchasz, w górnym biegu Irtyszu, w delcie Dunaju, oraz być może na pograniczu grecko-albańskim. Północne populacje są wędrowne, pozostałe są osiadłe (rozpraszające się poza sezonem lęgowym) lub koczownicze (przemieszczające się w poszukiwaniu odpowiednich żerowisk).
Do Polski zalatuje sporadycznie – do 2020 roku odnotowano 79 stwierdzeń, łącznie obserwowano około 109 osobników.

## Morfologia
Wygląd zewnętrzny

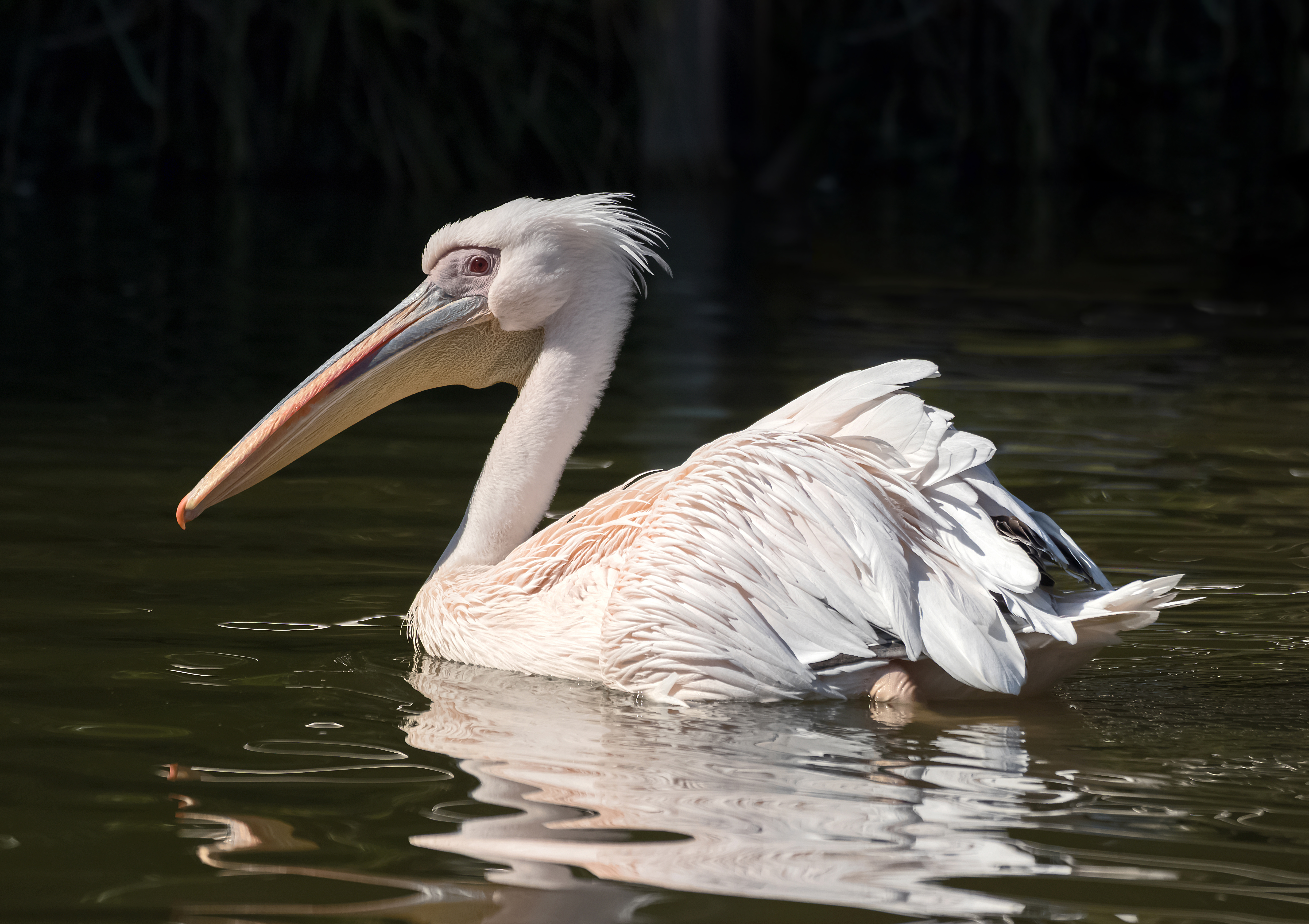
Osobnik z zoo

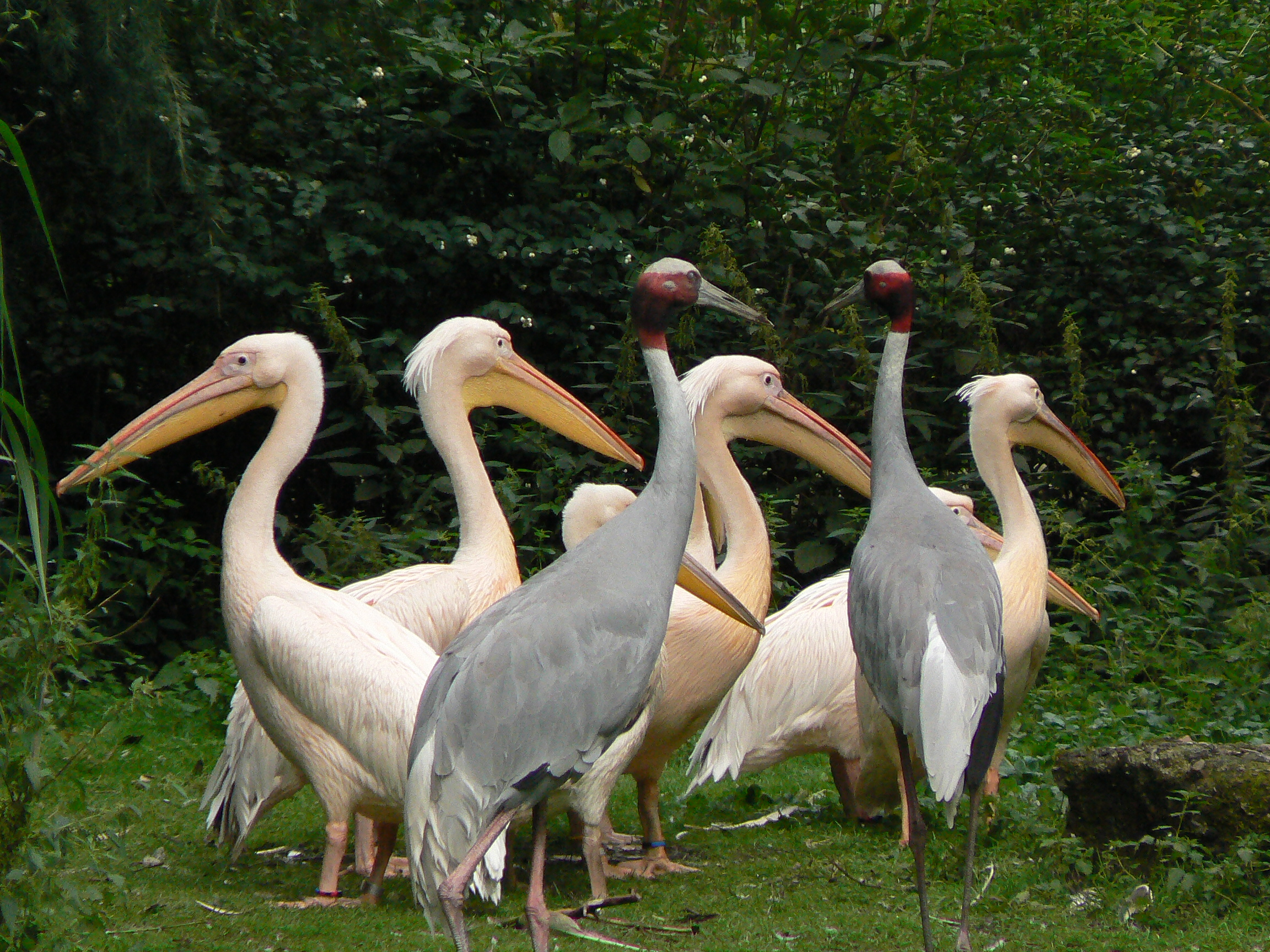
Żuraw indyjski (Grus antigone) i pelikan różowy (Pelecanus onocrotalus)

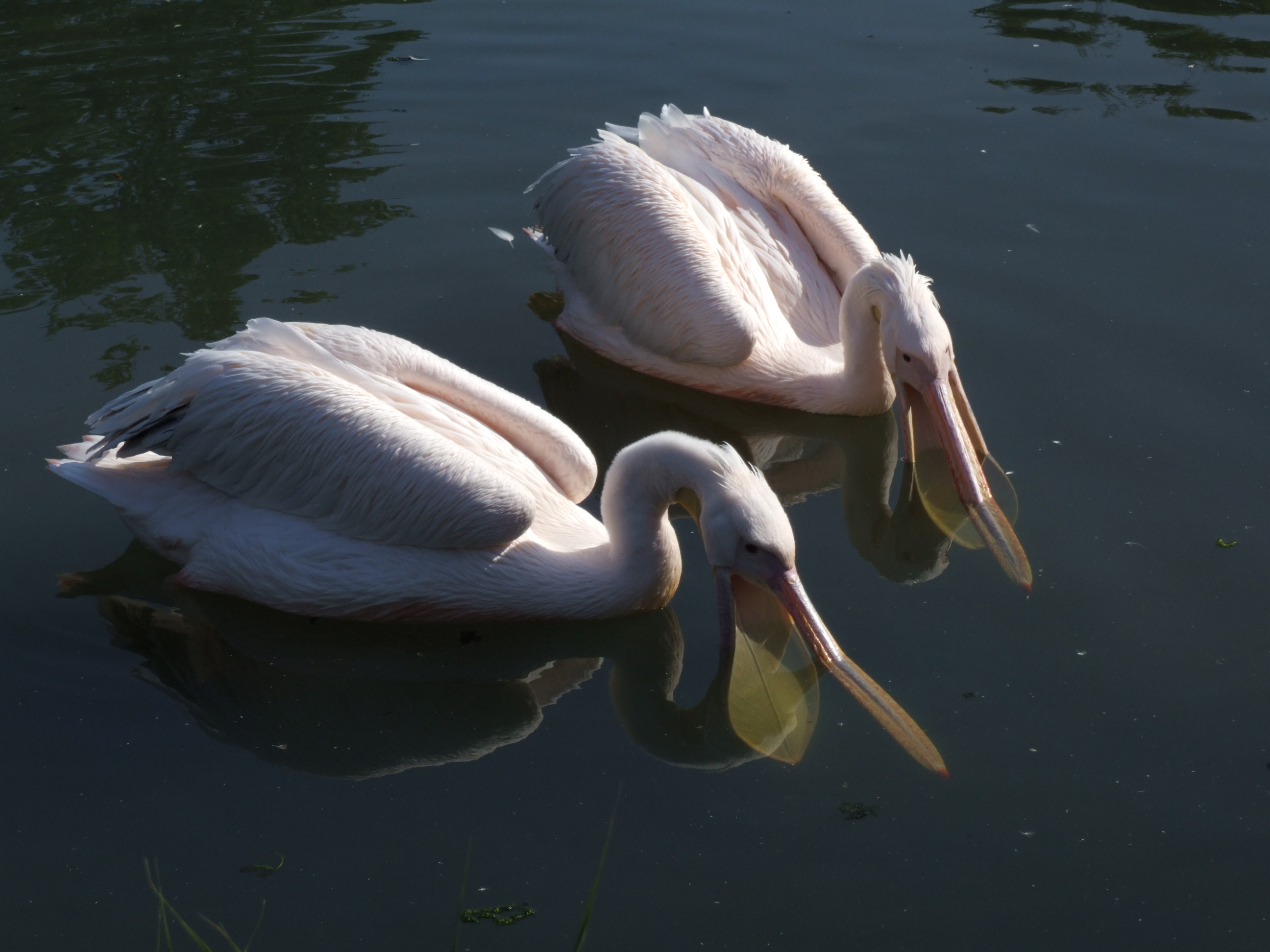
Pelikany różowe w czasie łowienia ryb

Upierzenie białe, w okresie godowym intensywnie różowe. Na głowie w okresie godowym wyrasta czub, na piersi i wokół oka żółte plamy, lotki pierwszorzędowe czarne, drugorzędowe czarne od spodu, a białe z wierzchu. Dziób niebieski w górnej części zakończony małym haczykiem, torba żółta o pojemności ok. 13 litrów. Młode brunatne, dziób i torba niebieskie.
Rozmiary
- długość ciała ok. 160–165 cm[10]
- rozpiętość skrzydeł ok. 240 cm[10]

Masa ciała
7–12 kg

## Ekologia i zachowanie

### Środowisko
Tereny podmokłe, delty rzek, jeziora z wyspami lub szerokim pasem trzcin, zalewy, rzadziej morskie wybrzeża.

### Zachowanie
Są one ptakami stadnymi, często można je obserwować, gdy lecą w charakterystycznym, ukośnym szyku.

### Pożywienie
- Pelikany są głównie ptakami rybożernymi, chociaż od czasu do czasu żywią się skorupiakami, pierścienicami i szczątkami organicznymi.
- Technika łowienia ryb u poszczególnych gatunków pelikanów bywa różna. Pelikany różowe najchętniej łowią wspólnie, podczas gdy pelikany brunatne chwytają zdobycz podczas nurkowania.

### Lęgi

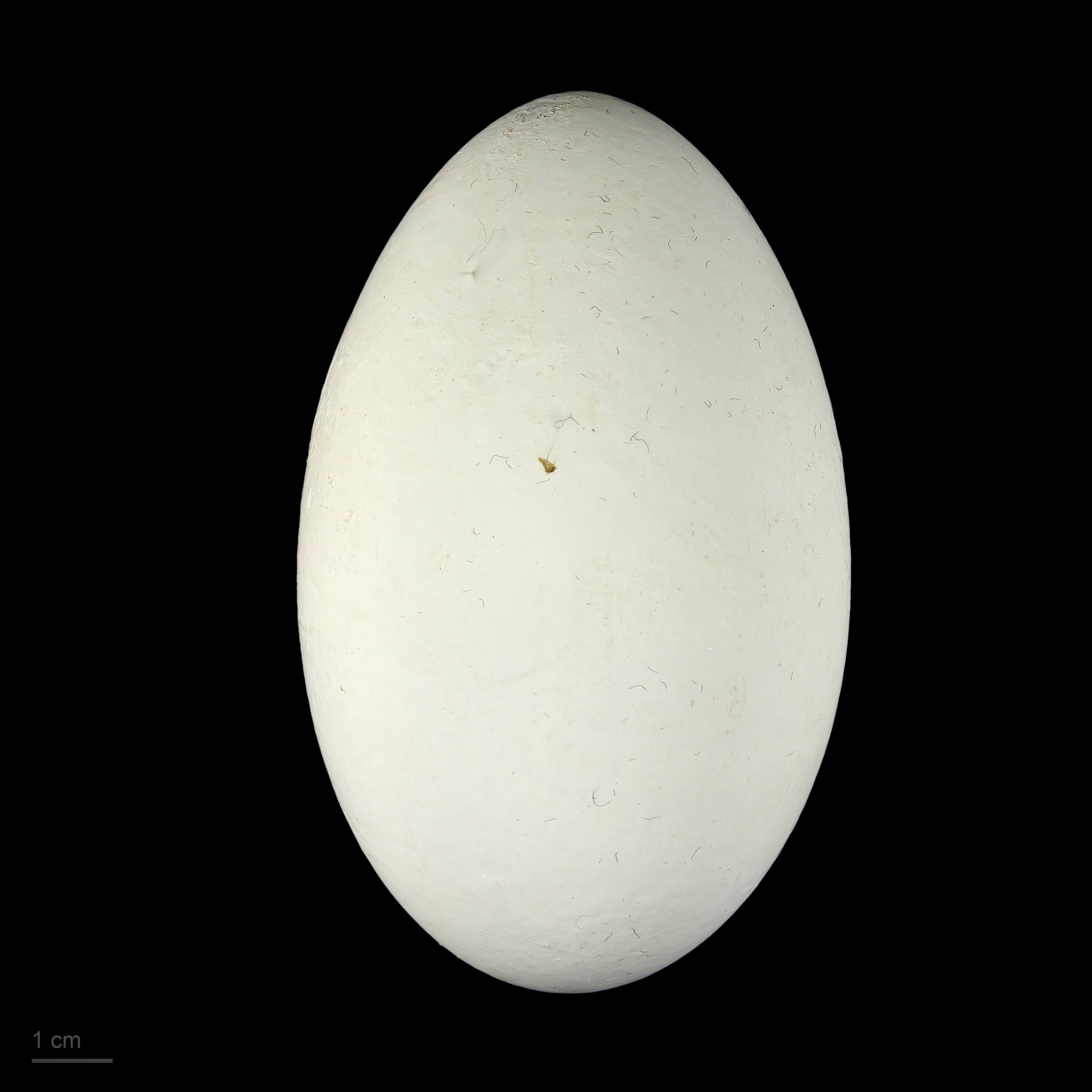
Jajo z kolekcji muzealnej

Okres lęgowyOkres lęgowy pelikanów różowych w klimacie umiarkowanym przypada na wiosnę; w Afryce lęgnie się przez cały rok, a w Indiach od lutego do kwietnia.
GniazdoTworzy duże kolonie lęgowe. Gniazdo w formie platformy z udeptanych roślin wodnych (najczęściej trzciny), gałązek i błota, wyłącznie na ziemi.
JajaSamica składa 2–3 białych jaj o średniej masie 165 g. Są to – proporcjonalnie do masy ciała samicy – jedne z najlżejszych jaj ptasich: stosunek masy jaja do średniej masy samicy (ok. 10 000 g) wynosi zaledwie 1,65%, a całego zniesienia (średnio 2,5 jaja) – ok. 4,1%.
WysiadywanieJaja wysiadywane są przez okres 30 dni przez obydwoje rodziców.
Pisklęta i dorastanieGniazdowniki, młodymi opiekują się oboje rodzice. Pisklęta są po wykluciu nagie. Pozostają w gnieździe od 85 do 105 dni. Rodzice połykają zdobycz i przetwarzają ją w wolu na papkę, a potem zwracają ją do rozciągliwej kieszeni, znajdującej się pod dolną szczęką. Pisklęta wkładają do kieszeni całą głowę i zjadają pokarm. Pelikany osiągają dojrzałość płciową w wieku 3–4 lat.

## Status i ochrona
Międzynarodowa Unia Ochrony Przyrody (IUCN) uznaje pelikana różowego za gatunek najmniejszej troski (LC – Least Concern) nieprzerwanie od 1988 roku. W 2015 roku liczebność światowej populacji, według szacunków organizacji Wetlands International, mieściła się w przedziale 265–295 tysięcy osobników. Globalny trend liczebności populacji nie jest znany.
W Polsce podlega ścisłej ochronie gatunkowej. Obserwowany m.in. w Wielikącie.